# Скоробогатовский сельсовет
Скоробогатовский сельсове́т — сельское поселение в составе Ковернинского района Нижегородской области. Административный центр — деревня Сухоноска.

## История
Статус и границы сельского поселения установлены Законом Нижегородской области от 15 июня 2004 года № 60-З «О наделении муниципальных образований - городов, рабочих посёлков и сельсоветов Нижегородской области статусом городского, сельского поселения».
Законом Нижегородской области от 28 августа 2009 года № 155-З сельские поселения Скоробогатовский сельсовет и Семинский сельсовет объединены в сельское поселение Скоробогатовский сельсовет.

## Население
| 2002  | 2010  | 2012  | 2013  | 2014  | 2015  | 2016  |
| ----- | ----- | ----- | ----- | ----- | ----- | ----- |
| 3308  | ↘3087 | ↘2988 | ↘2921 | ↘2869 | ↘2851 | ↘2830 |
| 2017  | 2018  | 2019  | 2020  |       |       |       |
| ↘2786 | ↘2777 | ↘2753 | ↗2755 |       |       |       |

## Состав сельского поселения
| №  | Населённый пункт | Тип населённого пункта          | Население |
| -- | ---------------- | ------------------------------- | --------- |
| 1  | Бубново          | деревня                         | →0        |
| 2  | Воротнево        | деревня                         | ↘35       |
| 3  | Глибино          | деревня                         | ↘33       |
| 4  | Гордеево         | деревня                         | →0        |
| 5  | Дурандино        | деревня                         | ↘21       |
| 6  | Желтухино        | деревня                         | ↘15       |
| 7  | Кулигино         | деревня                         | ↘23       |
| 8  | Ленино           | деревня                         | ↘19       |
| 9  | Лифаново         | деревня                         | ↘10       |
| 10 | Ловыгино         | деревня                         | ↘3        |
| 11 | Медвежково       | деревня                         | ↗44       |
| 12 | Мокушино         | деревня                         | ↘7        |
| 13 | Новопокровское   | деревня                         | ↘87       |
| 14 | Осинское         | деревня                         | ↘24       |
| 15 | Перехваткино     | деревня                         | ↘3        |
| 16 | Поселихино       | деревня                         | →2        |
| 17 | Починки          | деревня                         | ↘2        |
| 18 | Рассадино        | деревня                         | →4        |
| 19 | Роймино          | деревня                         | →0        |
| 20 | Семино           | деревня                         | ↗897      |
| 21 | Скоробогатово    | деревня                         | ↘51       |
| 22 | Сухоноска        | деревня, административный центр | ↘1643     |
| 23 | Трутнево         | деревня                         | ↘21       |
| 24 | Фокино           | деревня                         | ↘8        |
| 25 | Хмелеватка       | деревня                         | →0        |
| 26 | Хрящи            | деревня                         | ↘81       |
| 27 | Художиха         | деревня                         | ↘0        |
| 28 | Шабоши           | деревня                         | ↘44       |
| 29 | Шалимово         | деревня                         | ↗7        |
| 30 | Язвицы           | деревня                         | ↘3        |